# Cosa rimiri mio bel partigiano
Cosa rimiri mio bel partigiano è un canto tra i più singolari del canzoniere della Resistenza , versione partigiana di una canzone narrativa conosciuta generalmente come "Cosa rimiri mio bell'alpino", a sua volta trasformazione della canzone detta “del marinaio” (O marinaio che vai per mare). Diffusa nel piacentino e nel parmense.